# Pseudotriccus simplex
Pseudotriccus simplex é uma espécie de ave da família dos tiranídeos. É encontrada na Bolívia e no Peru.